# Dalboszek
Dalboszek – wieś w Polsce położona w województwie mazowieckim, w powiecie grójeckim, w gminie Mogielnica. Zabudowa wsi luźna. Dominujące uprawy sadownicze.
W latach 1975–1998 miejscowość administracyjnie należała do województwa radomskiego.